# U.S. Route 180 (Arizona)
La U.S. Route 180 o Ruta Federal 180 (abreviada US 180) es una autopista federal ubicada en el estado de Arizona. La autopista inicia en el sur desde la SR 64     en Tusayan hacia el norte en la US 191     en Alpine. La autopista tiene una longitud de 469,9 km (292 mi).

## Mantenimiento
Al igual que las carreteras estatales, las carreteras interestatales, y el resto de rutas federales, la U.S. Route 180 es administrada y mantenida por el Departamento de Transporte de Arizona por sus siglas en inglés ADOT.

## Cruces
La U.S. Route 180 es atravesada principalmente por la  I 40  US 89   en Flagstaff.